# Proceroplatus borgmeieri
Proceroplatus borgmeieri är en tvåvingeart som beskrevs av Shaw 1940. Proceroplatus borgmeieri ingår i släktet Proceroplatus och familjen platthornsmyggor.
Artens utbredningsområde är Costa Rica. Inga underarter finns listade i Catalogue of Life.